# Championnats d'Afrique et d'Océanie de pentathlon moderne 2023
Navigation
Édition précédente Édition suivante
Les championnats d'Afrique et d'Océanie de pentathlon moderne 2023 ont lieu du 29 août au 2 septembre 2023 au Caire, en Égypte. 
Les vainqueurs des épreuves individuelles masculines et féminines se qualifient directement pour les Jeux olympiques d'été de 2024 à Paris.

## Médaillés
Les médaillés de ces championnats sont :

### Afrique
| Individuel hommes  | Ahmed El-Gendy (EGY)                               | Mohamed El-Gendy (EGY)                                      | Eslam Hamad (EGY)        |  |  |  |
| Par équipes hommes | Égypte Ahmed El-Gendy Mohamed El-Gendy Eslam Hamad |                                                             |                          |  |  |  |
|                    |                                                    |                                                             |                          |  |  |  |
| Individuel femmes  | Malak Ismail (EGY)                                 | Haydy Morsy (EGY)                                           | Salma Abdelmaksoud (EGY) |  |  |  |
| Par équipes femmes | Égypte Malak Ismail Haydy Morsy Salma Abdelmaksoud | Afrique du Sud Nicolette Ramshaw Kayleigh Birch Isla Thomas |                          |  |  |  |

### Océanie
| Individuel hommes  | Rhys Lanskey (AUS)                                            | Timothy Oliver (AUS) | Naoki Toyomura (NZL) |  |  |  |
|                    |                                                               |                      |                      |  |  |  |
| Individuel femmes  | Genevieve Janse van Rensburg (AUS)                            | Zara Temesi (AUS)    | Tully Watt (AUS)     |  |  |  |
| Par équipes femmes | Australie Genevieve Janse van Rensburg Zara Temesi Tully Watt |                      |                      |  |  |  |